# Ingrid Gamarra Martins
Ingrid Gamarra Martins (Río de Janeiro, 22 de agosto de 1996) es una tenista profesional brasileña.

## Trayectoria
Tiene el ranking WTA más alto de su carrera de 448 en individuales, logrado el 31 de enero de 2022, y 57 en dobles, alcanzado el 17 de julio de 2023.
Gamarra Martins hizo su debut en el cuadro principal del WTA Tour en el Rio Open 2015, en el evento de dobles, junto a Carolina Alves.
Gamarra Martins también asistió a la Universidad de Carolina del Sur y se graduó en 2019 con especialización en tecnología de la información integrada. Como parte de los Gamecocks, ganó el torneo de la Conferencia del Sureste de 2019, con los honores de MVP y Jugadora del Año, poniendo fin a su carrera de tenis universitario en el cuarto lugar en el ranking de la Asociación Intercolegial de Tenis.

## Título WTA (2: 0+2)

### Dobles (2)
| Leyenda              |
| -------------------- |
| Grand Slam (0)       |
| Juegos Olímpicos (0) |
| WTA Finals (0)       |
| WTA Elite Trophy (0) |
| WTA 1000 (0)         |
| WTA 500 (0)          |
| WTA 250 (2)          |

| N.º | Fecha                  | Torneos     | Superficie | Pareja           | Oponentes en la final       | Resultado   |
| --- | ---------------------- | ----------- | ---------- | ---------------- | --------------------------- | ----------- |
| 1.  | 2 de julio de 2023     | Bad Homburg | Hierba     | Lidziya Marozava | Eri Hozumi Monica Niculescu | 6-0, 7-6(3) |
| 2.  | 3 de noviembre de 2024 | Mérida      | Dura       | Quinn Gleason    | Magali Kempen Lara Salden   | 6-4, 6-4    |

#### Finalista (1)
| N.º | Fecha              | Torneos | Superficie    | Pareja           | Oponentes en la final            | Resultado        |
| --- | ------------------ | ------- | ------------- | ---------------- | -------------------------------- | ---------------- |
| 1.  | 26 de mayo de 2023 | Rabat   | Tierra batida | Lidziya Marozava | Sabrina Santamaria Yana Sizikova | 6-3, 1-6, [8-10] |

## Títulos WTA 125s

### Dobles (2–2)
| Resultado | Fecha                   | Torneos      | Superficie    | Pareja           | Oponentes                       | Resultado           |
| --------- | ----------------------- | ------------ | ------------- | ---------------- | ------------------------------- | ------------------- |
| Campeona  | 27 de noviembre de 2022 | Montevideo   | Tierra batida | Luisa Stefani    | Quinn Gleason Elixane Lechemia  | 7-5, 6-7(6), [10-6] |
| Finalista | 18 de mayo de 2024      | Parma        | Tierra batida | Elixane Lechemia | Anna Danilina Irina Khromacheva | 1-6, 2-6            |
| Finalista | 17 de agosto de 2024    | Barranquilla | Dura          | Quinn Gleason    | Jessica Failla Hiroko Kuwata    | 4-6, 7-6(2), [10-7] |
| Campeona  | 7 de septiembre de 2024 | Montreux     | Tierra batida | Quinn Gleason    | María Carlé Simona Waltert      | 6-3, 4-6, [10-7]    |

## Finales del Circuito ITF

### Individuales: 7 (4 títulos, 3 subcampeonatos)
| Premios                |
| ---------------------- |
| torneos de USD 100,000 |
| torneos de USD 80,000  |
| torneos de USD 60,000  |
| torneos de USD 25,000  |
| torneos de USD 15,000  |
| torneos de USD 10,000  |

| Finales por superficie |
| ---------------------- |
| Dura (4–2)             |
| Arcilla (0–1)          |

| Resultado | W–L | Fecha              | Torneo                         | Nivel  | Superficie | Adversario            | Puntaje           |
| --------- | --- | ------------------ | ------------------------------ | ------ | ---------- | --------------------- | ----------------- |
| Pérdida   | 0–1 | octubre de 2016    | ITF Charleston, Estados Unidos | 10,000 | Arcilla    | Nicole Coopersmith    | 3–6, 4–6          |
| Victoria  | 1–1 | julio de 2019      | ITF Cancún, México             | 15,000 | Dura       | Thaisa Grana Pedretti | 7–6 (3), 7–6 (4)  |
| Victoria  | 2-1 | agosto 2019        | ITF Cancún, México             | 15,000 | Dura       | Emilie Lindh          | 6–1, 6–3          |
| Victoria  | 3–1 | enero 2020         | ITF Cancún, México             | 15,000 | Dura       | Taylor Ng             | 6–3, 6–2          |
| Victoria  | 4-1 | febrero de 2020    | ITF Cancún, México             | 15,000 | Dura       | Verena Meliss         | 6–7 (4), 7–5, 6–4 |
| Pérdida   | 4–2 | septiembre de 2020 | ITF Oporto, Portugal           | 15,000 | Dura       | Beatriz Haddad Maia   | 3–6, 2–6          |
| Pérdida   | 4–3 | septiembre 2021    | ITF Monastir, Túnez            | 15,000 | Dura       | Moyuka Uchijima       | 1–6, 4–6          |

### Dobles: 19 (9 títulos, 10 subcampeonatos)
| Premios                |
| ---------------------- |
| torneos de USD 100,000 |
| torneos de USD 80,000  |
| torneos de USD 60,000  |
| torneos de USD 25,000  |
| torneos de USD 15,000  |
| torneos de USD 10,000  |

| Finales por superficie |
| ---------------------- |
| Dura (7–6)             |
| Arcilla (2–3)          |
| Carpeta (0–1)          |

| Resultado | N.º  | Fecha           | Torneo                        | Nivel  | Superficie | Compañero               | Adversarios                                   | Puntaje             |
| --------- | ---- | --------------- | ----------------------------- | ------ | ---------- | ----------------------- | --------------------------------------------- | ------------------- |
| Pérdida   | 0–1  | abril 2014      | ITF Rio Preto, Brasil         | 10,000 | Arcilla    | Carolina Alves          | Maria Fernanda Alves Paula Cristina Gonçalves | 2–6, 0–6            |
| Pérdida   | 0–2  | junio 2014      | ITF Villa María, Argentina    | 10,000 | Arcilla    | Eduarda Piai            | Sofía Luini Ana Madcur                        | 2–6, 6–4, [7–10]    |
| Pérdida   | 0–3  | julio 2014      | ITF Campos do Jordão, Brasil  | 15,000 | Dura       | Carolina Alves          | Nathaly Kurata Giovanna Tomita                | 3–6, 2–6            |
| Victoria  | 1–3  | marzo 2015      | ITF Ribeirão Preto, Brasil    | 10,000 | Arcilla    | Valeriya Strakhova      | Melina Ferrero Carla Lucero                   | 6–0, 6–3            |
| Victoria  | 2–3  | julio 2016      | ITF Campos do Jordão, Brasil  | 25,000 | Dura       | Laura Pigossi           | Maria Fernanda Alves Luisa Stefani            | 6–3, 3–6, [10–8]    |
| Victoria  | 3–3  | julio 2017      | ITF Campos do Jordão, Brasil  | 15,000 | Dura       | Camila Giangreco Campiz | Nathaly Kurata Rebeca Pereira                 | 6–3, 7–6(1)         |
| Pérdida   | 3–4  | julio 2019      | ITF Cancún, México            | 15,000 | Dura       | Eduarda Piai            | Hind Abdelouahid Maria Kozyreva               | 6–7(0), 4–6         |
| Victoria  | 4–4  | julio 2019      | ITF Cancún, México            | 15,000 | Dura       | Eduarda Piai            | Angela Kulikov Rianna Valdes                  | 6–7(1), 7–5, [11–9] |
| Victoria  | 5–4  | febrero 2020    | ITF Cancún, México            | 15,000 | Dura       | Thaisa Grana Pedretti   | Eleonore Tchakarova Verginie Tchakarova       | 6–2, 6–2            |
| Victoria  | 6–4  | septiembre 2020 | ITF Figueira da Foz, Portugal | 25,000 | Dura       | Beatriz Haddad Maia     | Jacqueline Cabaj Awad Inês Murta              | 7–5, 6–1            |
| Pérdida   | 6–5  | octubre 2020    | ITF Funchal, Portugal         | 15,000 | Dura       | Beatriz Haddad Maia     | Arianne Hartono Eva Vedder                    | 6–4, 1–6, [7–10]    |
| Victoria  | 7–5  | marzo 2021      | ITF Antalya, Turquía          | 15,000 | Arcilla    | Jessie Aney             | Jang Su-jeong Park So-hyun (tenis)            | 6–2, 6–2            |
| Pérdida   | 7–6  | julio 2021      | ITF Lisboa, Portugal          | 25,000 | Dura       | Ma Shuyue               | Han Na-lae Momoko Kobori                      | 3–6, 1–6            |
| Victoria  | 8–6  | julio 2021      | ITF Almada, Portugal          | 15,000 | Dura       | Olga Parres Azcoitia    | Océane Babel Lucie Nguyen Tan                 | 4–6, 6–3, [10–8]    |
| Victoria  | 9–6  | agosto 2021     | ITF Monastir, Túnez           | 15,000 | Dura       | Jazmín Ortenzi          | Sakura Hondo Yuka Hosoki                      | 6–2, 6–0            |
| Pérdida   | 9–7  | septiembre 2021 | ITF Monastir, Túnez           | 15,000 | Dura       | Jazmín Ortenzi          | Ma Yexin Moyuka Uchijima                      | 2–6, 6–2, [6–10]    |
| Pérdida   | 9–8  | enero 2022      | ITF Florianópolis, Brasil     | 25,000 | Dura       | Jessie Aney             | Andrea Gámiz Sofia Sewing                     | 6–7(2), 4–6         |
| Pérdida   | 9–9  | mayo 2022       | ITF Osijek, Croacia           | 25,000 | Arcilla    | Jessie Aney             | Mana Kawamura Funa Kozaki                     | 3–6, 6–2, [8–10]    |
| Pérdida   | 9–10 | junio 2022      | ITF Cantanhede, Portugal      | 25,000 | Carpeta    | Emily Webley-Smith      | Jessy Rompies Olivia Tjandramulia             | 2–6, 6–7(1)         |

## Otros
- Ingrid Gamarra Martins Page - Home Page
- Estadísticas en Scores24

## Redes Sociales
- Twitter
- Instagram

- Datos: Q19519741
- Multimedia: Ingrid Gamarra Martins / Q19519741